# Jules Amez-Droz
Jules Amez-Droz (Zurigo, 30 giugno 1921 – agosto 2012) è stato uno schermidore svizzero, vincitore di una medaglia di bronzo ai campionati mondiali di scherma.